# Spanischer Reiter (Pferdeausbildung)

Spanischer Reiter mit Aufsatzzügel (rot)

Ein Spanischer Reiter ist eine andreaskreuzartige hölzerne Konstruktion, die bis ins 18. Jahrhundert zur Ausbildung von Reitpferden eingesetzt wurde. Auf dem Sattel befestigt, sollte sie bei einem an der Longe gehenden Pferd die Reiterhände simulieren, indem die Zügelenden an die oberen Enden des Spanischen Reiters gebunden wurden, vergleichbar mit dem Aufsatzzügel.
Der Spanische Reiter kann mit einem Dreieckszügel verglichen werde, der nicht unter dem Pferd, sondern über ihm verschnallt wird. Aufgrund seiner Konstruktion kann er nur beim Longieren verwendet werden, nicht unter dem Reiter. Erfunden wurde er vom Marquis von Marialva, dessen Schüler Manoel Carlos de Andrade den Sinn folgendermaßen beschreibt: Denn das Jungpferd soll sich am Kappzaum stabilisieren, sich vorne anheben, die Vorderhand hoch und gleichmäßig bewegen, sich in der Kruppe senken, aus ihr heraus ordentlich vorwärts gehen und dabei beide Sprunggelenke gleichmäßig beugen. Die Zügel des Spanischen Reiters werden bei Marialva immer am Kappzaum verschnallt, nie am Gebiss.
Die unterschiedliche Wahl der Mittel erklärt sich aus dem unterschiedlichen Zweck. Während der Dreieckszügel das moderne Sportpferd mit Kopf und Hals in die Tiefe (Vorwärts-Abwärts) führen soll, um einen locker schwingenden Rücken zu erzeugen, war die Wirkungsweise des Spanischen Reiters genau umgekehrt. Er sollte den Pferdehals in die Höhe führen (Vorwärts Aufwärts), um das Pferd künstlich aufzurichten. Die korrekte, relative Aufrichtung wird hingegen durch Hankenbeugung erreicht.